# Camp de Wilhelmshaven (Alter Banter Weg)
 (octobre 2024).
Si vous disposez d'ouvrages ou d'articles de référence ou si vous connaissez des sites web de qualité traitant du thème abordé ici, merci de compléter l'article en donnant les références utiles à sa vérifiabilité et en les liant à la section « Notes et références ».

Le camp de Wilhelmshaven (Alter Banter Weg) est une unité de travail forcé dépendant du camp de concentration de Neuengamme, mise à la disposition de la Marine de guerre allemande.

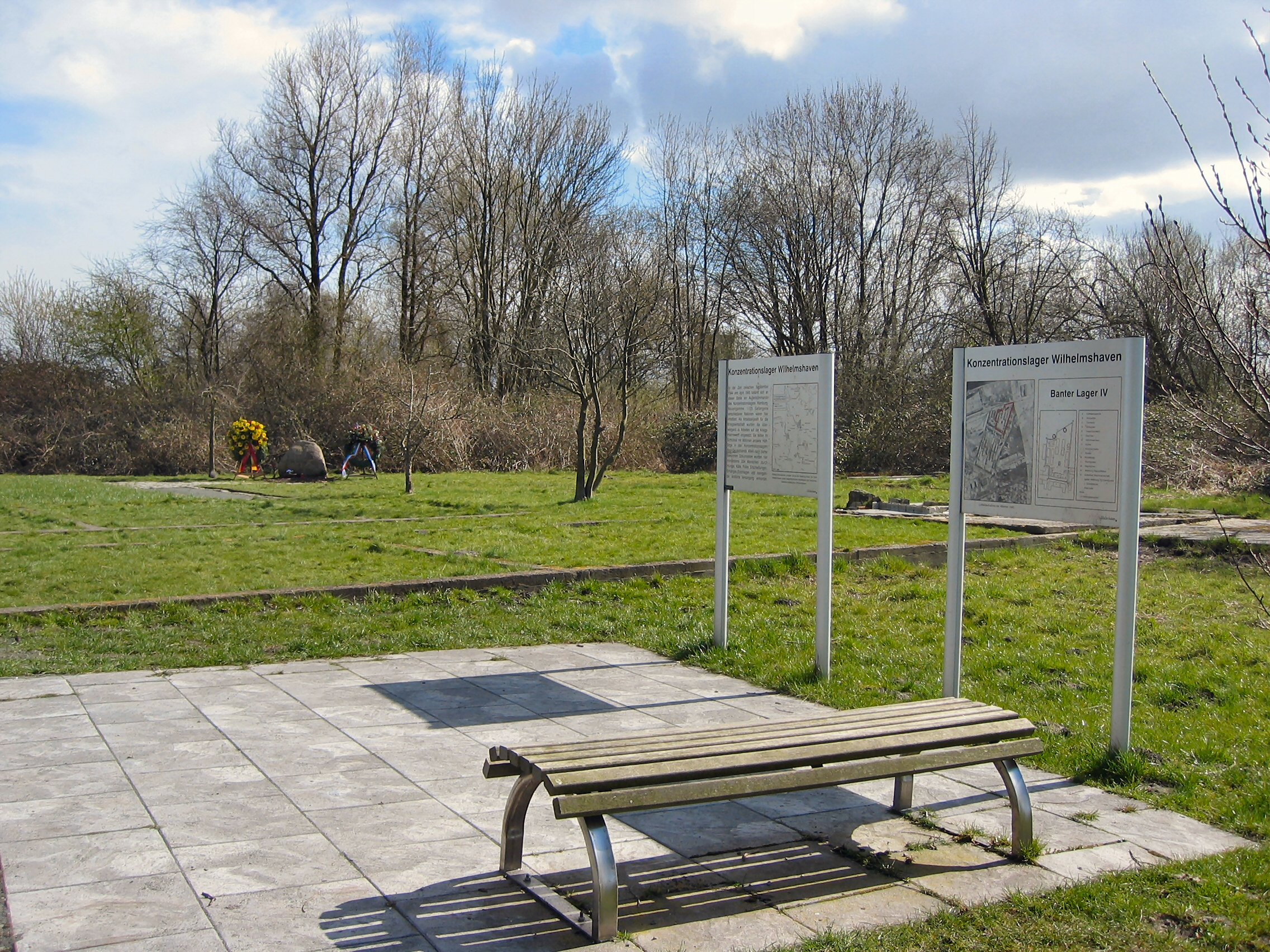
Centre de mémoire rappelant l'existence du camp de Alter Banter Weg.

A partir de 1942, le cours de la guerre oblige l’Allemagne nazie à enrôler de nouvelles classes de conscrits qui laissent un vide dans les chaînes de production. Pour compenser ces pertes, les autorités mobilisent d’abord la population féminine, puis des travailleurs forcés étrangers, et finalement la population concentrationnaire. Moyennant finances, la SS organise la mise à disposition des déporté(e)s, soit en installant des entreprises à l'intérieur des camps de concentration, soit en détachant des unités de travail forcé dans des ateliers ou sur des chantiers (Kommandos extérieurs) . Sur la durée de la guerre, Neuengamme administre ainsi dans toute l'Allemagne et jusque dans les îles anglo-normandes, près de 90 kommandos extérieurs (60 masculins et 24 féminins) qui restent rattachés à leur camp d'origine. La gestion de la main-d'œuvre concentrationnaire donne lieu à d'incessants transferts de détenu(e)s qui empêchent parfois de reconstituer un état des lieux précis des effectifs et des pertes.

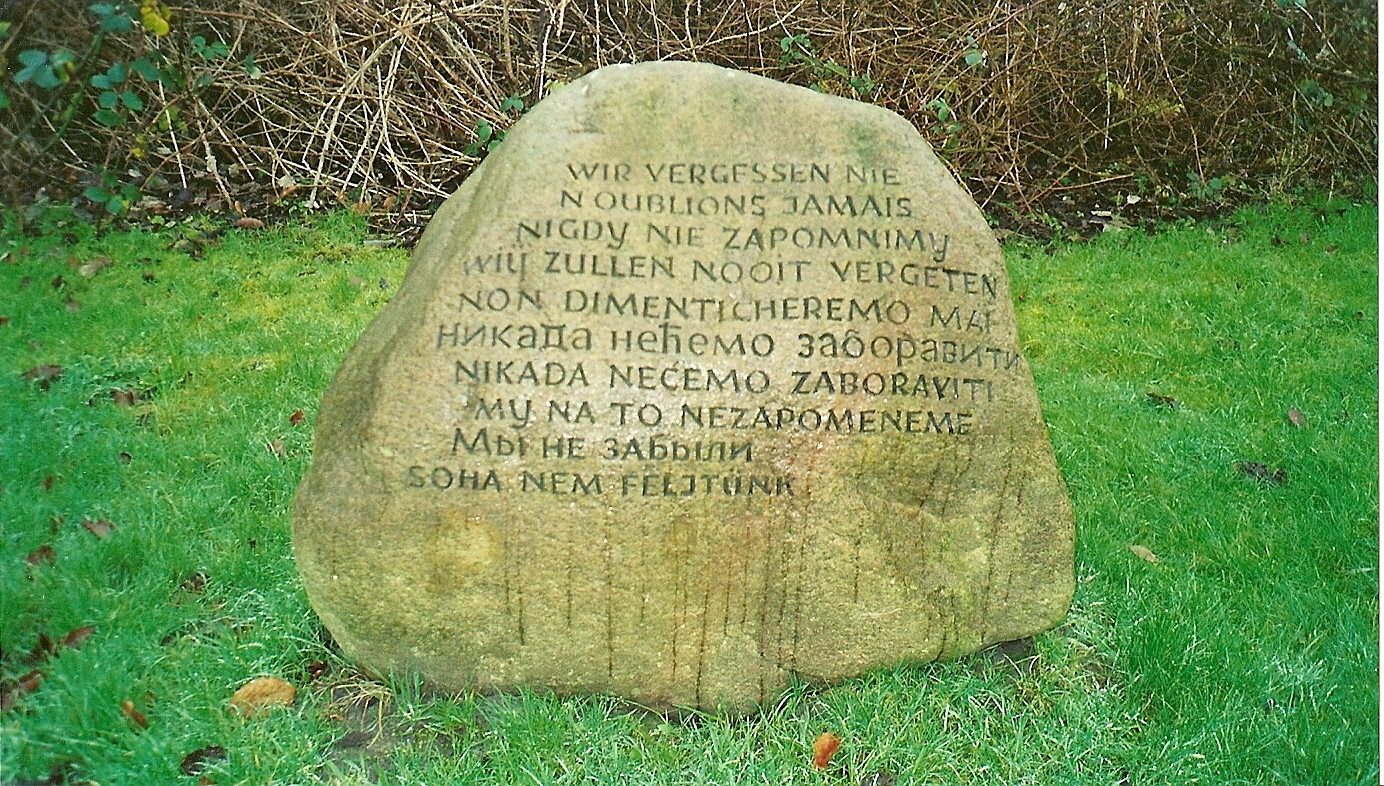
Bloc erratique gravé en mémoire des déportés.

## Création
Le 17 septembre 1944, l'administration SS de Neuengamme installe un kommando extérieur à Wilhelmshaven, dans l'Alter Banter Weg, où les baraquements d'un ancien camp de travailleurs forcés ont été auparavant entourées de barbelés et de miradors.

## Travail forcé
Plus de mille hommes, transférés du camp central, travaillent dans ce kommando pour le chantier naval de la Marine de guerre et y effectuent des travaux de déblaiement. 
Les déportés travaillent dix heures par jour, sans un jour de repos. La mortalité augmente rapidement du fait des conditions de travail, de la nourriture insuffisante, des coups et des brimades. Dès les premières semaines, la Marine demande à la municipalité des emplacements dans le cimetière d’Aldenburg. 234 décès sont enregistrés pour ce kommando, mais le nombre exact est certainement plus élevé.
Le kommando est d'abord placé sous la responsabilité d'Otto Thümmel, un ancien officier de la Wehrmacht. À la suite d'une inspection, il est muté et remplacé par le SS Unterscharführer Rudolf Günther, muté à son tour à la demande de la Marine, qui tient à ce que le camp soit dirigé par un ancien officier. Pendant les premiers mois, la garde est assurée par des SS français, remplacés ensuite par environ deux cents artilleurs de la Marine.

## Évacuation
Le 3 avril 1945, 400 détenus malades sont évacués dans un train qui est bombardé par les Alliés en gare de Lünebourg : plus de 256 déportés périssent. Un groupe de survivants poursuit à pied jusqu’à Bergen-Belsen. Le 11 avril, les SS assassinent 60 à 80 détenus, dont des blessés, restés à Lünebourg.
Un second groupe de 600 déportés quitte Banter Weg le 5 avril, certains à pied, d’autres en train, à destination de Sandbostel où les derniers détenus n’arrivent que le 18 avril. En raison de la désorganisation du camp, une partie continue vers Stade et embarque sur l’Olga Siemers, un cargo mouillant sur l’Elbe. Ils arrivent à Kiel et, par la Baltique, à Flensbourg où, le 10 mai, à bord du remorqueur Rheinfels, ils sont libérés par les Britanniques.

## Mémorial
Depuis 1995, un Centre de mémoire et de documentation (Gedenkstätte) fonctionne sur le site du Kommando. Plusieurs centaines de victimes du Kommando de Wilhelmshaven sont inhumées dans le cimetière d’Aldenburg.